# ما بی‌نظیریم
ما بی‌نظیریم (به هندی: Hum Hain Bemisaal) فیلمی محصول سال ۱۹۹۴ و به کارگردانی دیپاک بهری است. در این فیلم بازیگرانی همچون آکشی کومار، سونیل شتی، شلیپا شیرودکار، مادهو، پران، عارون باکشی، رامی ردی ایفای نقش کرده‌اند.